# Waltheria ovata
Waltheria ovata är en malvaväxtart som beskrevs av Antonio José Cavanilles. Waltheria ovata ingår i släktet Waltheria och familjen malvaväxter. Inga underarter finns listade i Catalogue of Life.